# Azerbajdzsán történelme

Azerbajdzsán címere

Azerbajdzsán történelme a mai Azerbajdzsán területén élő népek történelme a kezdetektől máig.

## A név eredete
Azerbajdzsán a nevét valószínűleg Atropatész után kapta, aki méd satrapa (kormányzó) volt az általa uralt Atropaténében (a mai iráni Azerbajdzsánban). Az Atropatész név óperzsa eredetű, jelentése 'tűzzel védett'.
A történelem folyamán számos népcsoport itt telepedett le, így médek, szkíták, perzsák, örmények, görögök, rómaiak, kazárok, oguz törökök, szeldzsuk törökök, mongolok és oroszok is.

## Ókor

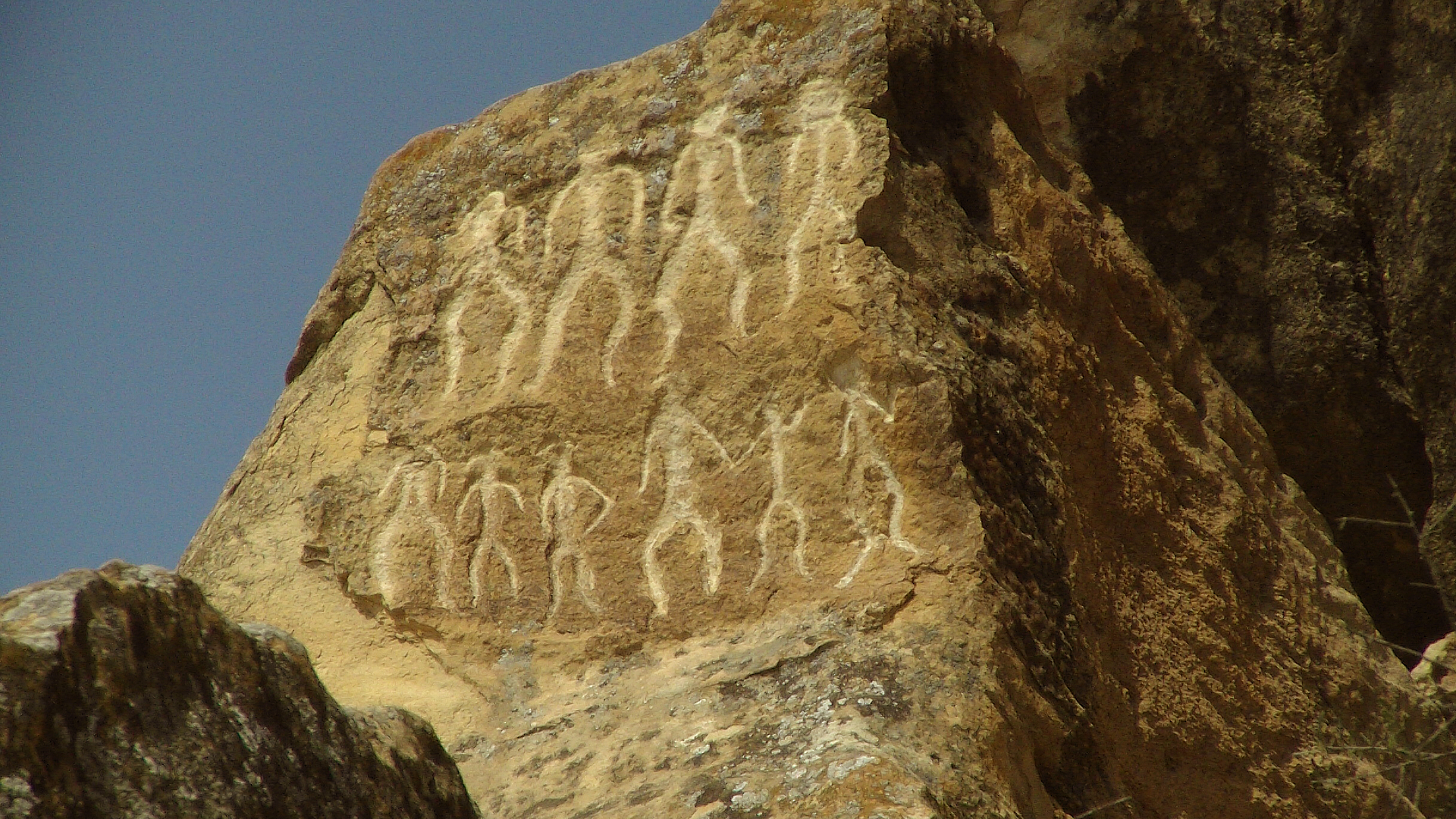
Gobustan, Azerbaijdzsán

A legrégebbi bizonyíték emberi jelenlétre a késői kőkorból származik, Azykh-barlangban találták, a Quruçay kultúra népe hagyta ránk. Felső paleolitikus és részben moustieri maradványokat találtak Tağlar, Damcili, Zar, Yataq-yeri barlangjaiban, és máshol is. Leylatepe és Sarytepe nekropoliszaiban korsókat találtak beleszáradt borral, ez bizonyítja, hogy a késői bronzkorban szőlőt műveltek errefelé.

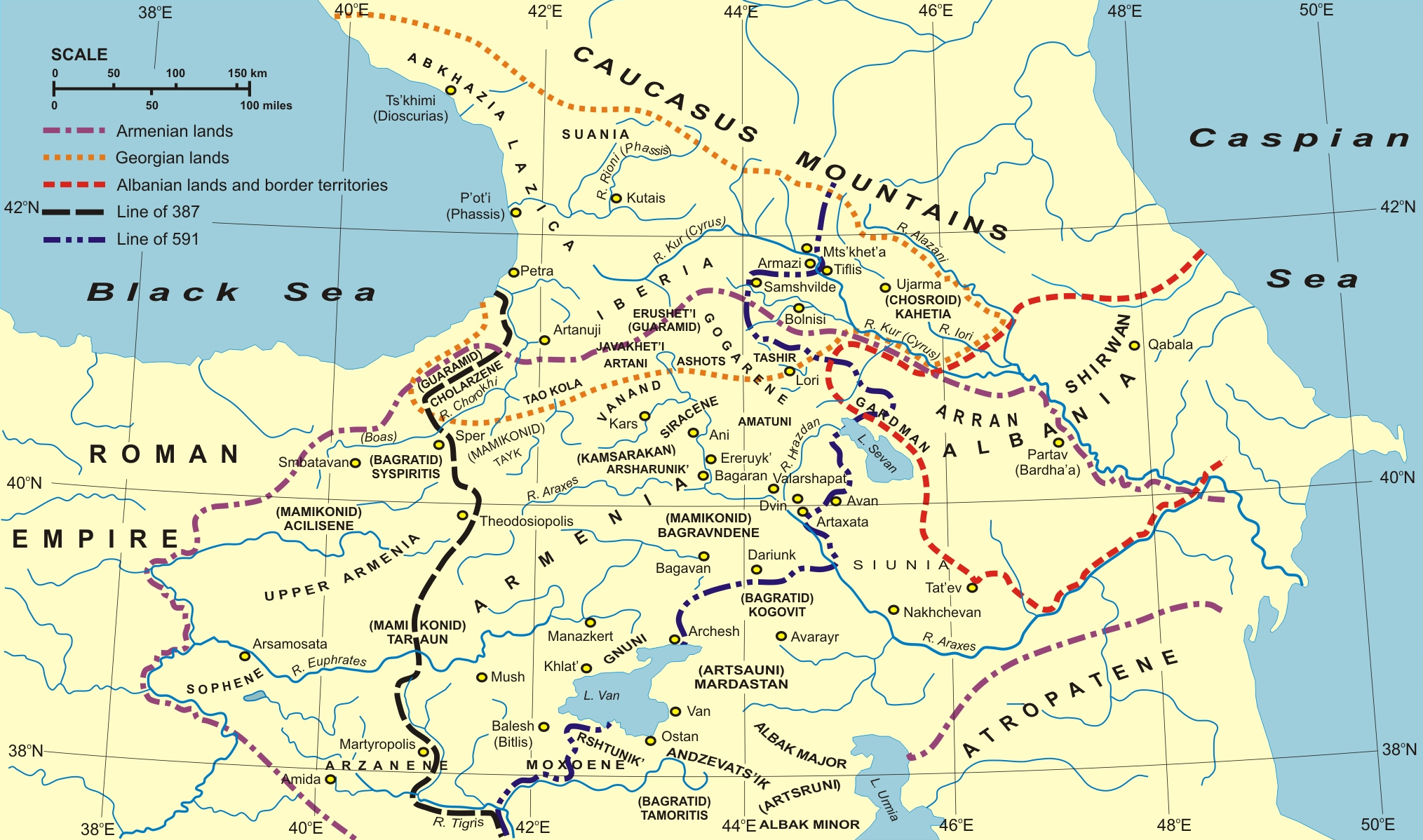
Albania a 4-6. században

Amikor a Kaukázustól délre eső vidéket i. e. 550 körül meghódították az Achaimenidák, a zoroasztrizmus elterjedt a Méd Birodalom e részén. Nagy Sándor bukása után a Kaukázus vidékén letelepedtek a szeleukida görögök, akiket végül Róma győzött le végleg. De behatoltak ide a Baktriába szakadt görögök is, és végül a legharciasabbak, a parthusok is. A kaukázusi albánok, akik a ma Azerbajdzsánként ismert terület eredeti lakói voltak, az i. e. 4. században királyságot alapítottak. I. e. 95-67 között a kaukázusi Albánia egy része valószínűleg meghódolt a szomszédos Örményországnak, és Nagy Tigranész birodalmának része lett. Sztrabón szerint a rómaiak és a párthusok megkezdték kiterjeszteni birtokaikat Albániára. Végül egy békeszerződést írtak alá, amiben Albánia független maradt, nem úgy, mint Ibéria és Örményország. Egy római felirat Gobusztánban bizonyítja a Legio XII. Fulminata jelenlétét Domitianus idejében.
Kaukázusi Albánia a Szászánidákig maradt független, majd azok vazallus állama lett 252-ben. Umayr király a 4. században hivatalosan áttért a kereszténységre, államvallássá tette azt, és Albánia keresztény jellegű állam maradt a 8. századi iszlám hódításig. A Szászánidák és a bizánciak számos hódítási kísérlete ellenére kaukázusi Albánia fennállt a régióban a 9. századig.

## Középkor

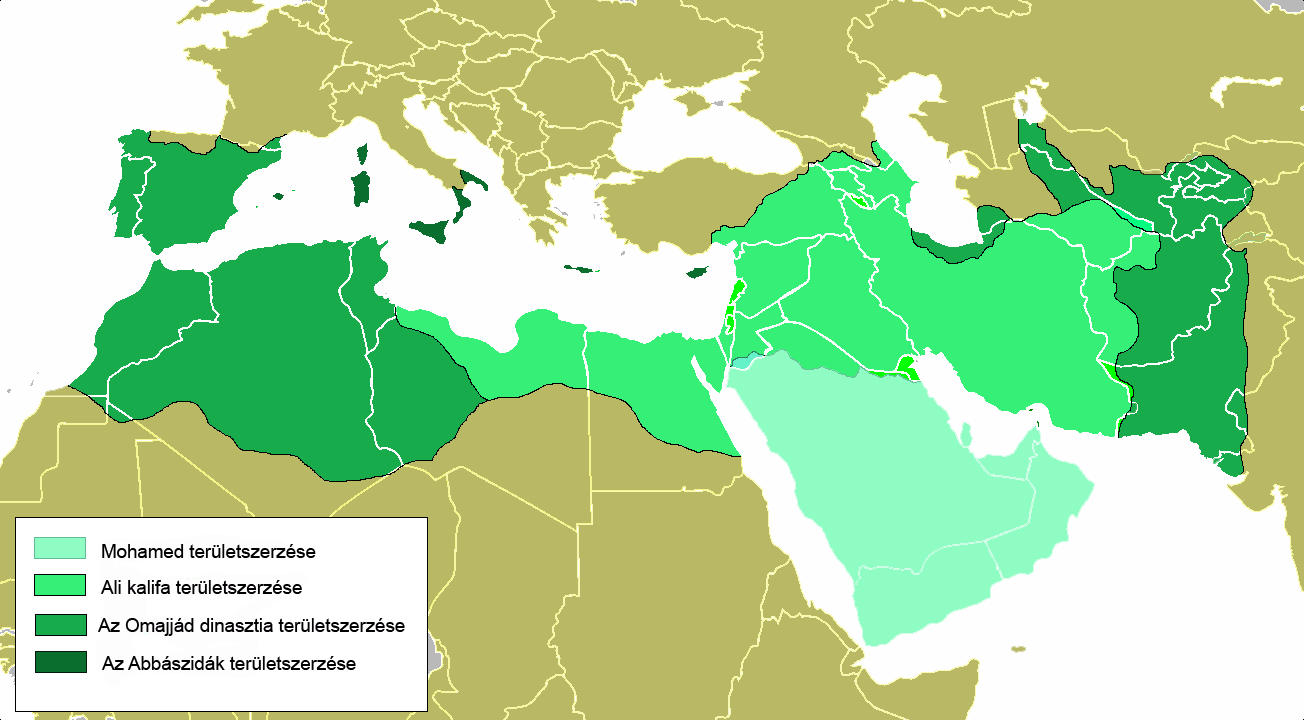
Az iszlám hódítások első, 7–8. századi szakasza

A szeldzsuk dinasztia kiterjedése, 1092

Amikor a muszlim Omajjád Kalifátus  legyőzte mind a Szászánidákat, mind Bizáncot, a kaukázusi Albánia vazallus állam lett. A Dzsavan Sir herceg vezette keresztény ellenállást 667-ben nyomták el. Az Abbászida Kalifátus lehanyatlása után a mai Azerbajdzsán területe különböző dinasztiák harctere lett: egymást váltották a szalaridák, a szadzsidák, a saddaditák, ravvadidák és a bújidák. A 11. század elején a terület fokozatosan a Közép-Ázsia felől benyomuló szeldzsuk törökök kezére került. Az első az oguz dinasztiák közül a gaznavida dinasztia volt, amely 1030 körül elfoglalta a mai Azerbajdzsán nagy részét.
A szeldzsukok birodalmában a helyi hatalmat atabégek gyakorolták, akik elméletileg a szeldzsuk szultán vazallusai voltak, a gyakorlatban maguk uralkodtak. A szeldzsuk török uralom idején helyi költők, például Nizámí Gandzsaví és Khagani Sirváni, felvirágoztatták a perzsa költészetet a mai Azerbajdzsán területén. A következő uralkodó dinasztia a Dzsalairida dinasztia volt, akik rövid életű uralmának Timur Lenk vetett véget. A sirvánsahok helyi dinasztiája Timur Lenk birodalmának vazallus állama lett és részt vett Timur háborújában az Arany Horda uralkodója, Toktamis kán ellen. Timur Lenk halála után két független, rivalizáló állam emelkedett ki: Karakojunlu és Akkojunlu. Akkojunlu szultánja, Uzun Haszan halálakor az egész mai Azerbajdzsán ura volt. Uralmát a sirvánsahok folytatták, akik helyi uralkodóként megőrizték jelentős autonómiájukat 861-től 1539-ig. A sirvánsahokat a szafavidák űzték el. Ez a síita dinasztia a szunnita lakosság körében megkísérelte a síita ágazat elterjesztését Azerbajdzsánban, miközben harcoltak a szunnita Oszmán Birodalom ellen.
Valamivel később, a szafávidák összeomlása után több független kánság emelkedett fel a mai Azerbajdzsánban. Folyamatos háborúskodás után ezeket a kánságokat végül Oroszország olvasztotta be. A türkméncsáji szerződésben a Perzsa Birodalom elismerte Oroszország szuverenitását az Jereváni Kánság, a Nahicseváni Kánság, valamint a Tális Kánság maradványai felett.

## Az első függetlenség és szovjet Azerbajdzsán

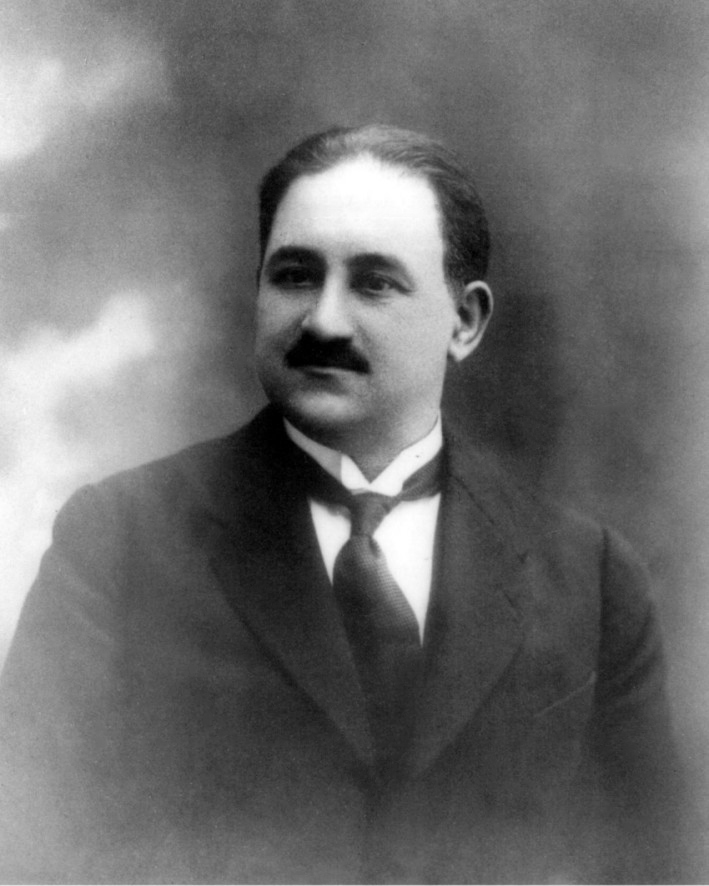
Mammad Amin Rasulzade

Amikor az Orosz Birodalom összeomlott az első világháború ban, Azerbajdzsán Örményországgal és Grúziával együtt része lett a rövid életű Transzkaukázusi Demokratikus Szövetségi Köztársaságnak. Amikor 1918 májusában a szövetség feloszlott, Azerbajdzsán kikiáltotta a független Azerbajdzsáni Demokratikus Köztársaságot. Ez volt az első demokratikus parlamentáris köztársaság a muszlim világban, de mindössze 23 hónap után a szovjet 11. hadsereg felszámolta 1920 áprilisában. A bolsevikok Bakuban kiáltották ki az Azerbajdzsáni Szovjet Szocialista Köztársaságot 1920. április 28-án.

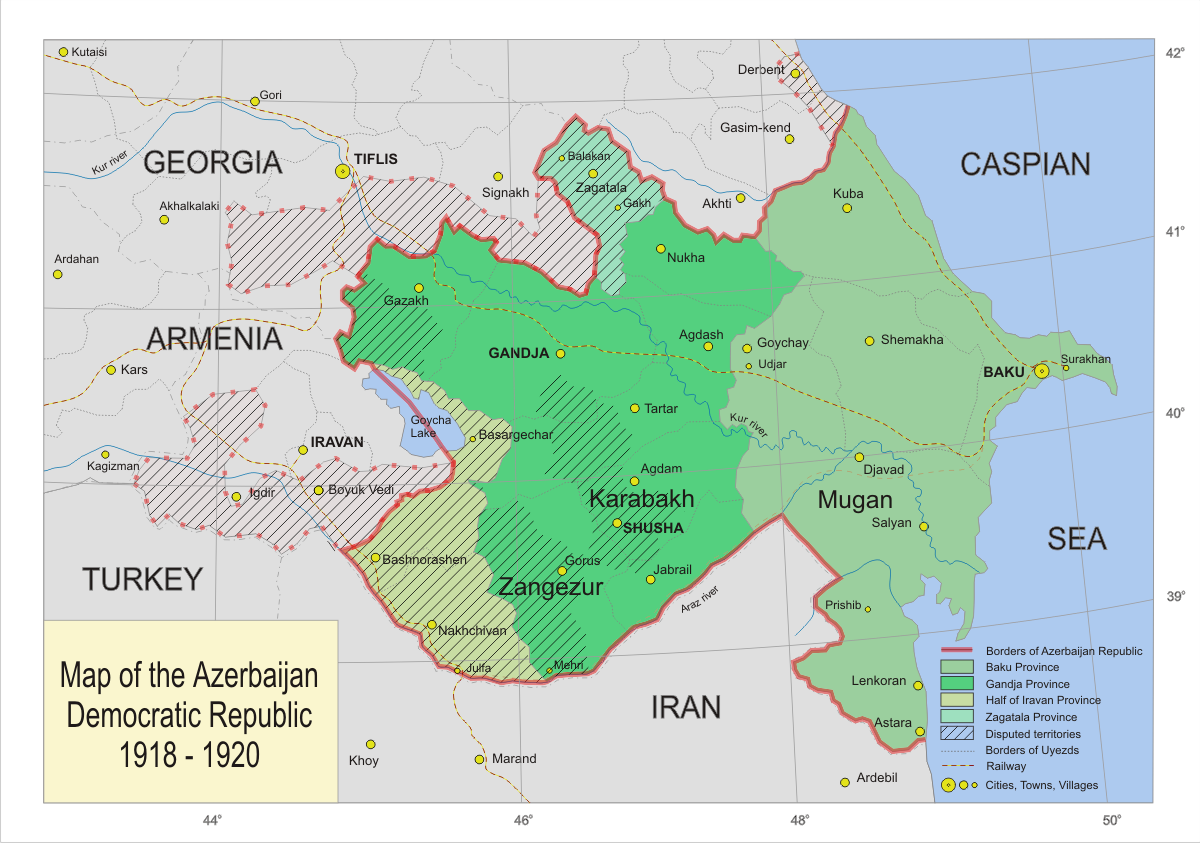
Azerbajdzsáni Demokratikus Köztársaság, 1918-1920

1922-ben Azerbajdzsán, Örményországgal és Grúziával együtt, része lett a Transzkaukázusi Szovjet Szövetségi Szocialista Köztársaságnak, amely maga az újonnan alapított Szovjetunió tagállama volt. 1936-ban feloszlatták a Transzkaukázusi Köztársaságot és az Azerbajdzsáni Szovjet Szocialista Köztársaság egyike lett a Szovjetunió 12 (1940-től 15) tagállamának.
Az 1940-es években Azerbajdzsán látta el olajjal a Szovjetuniót. Majdnem 600 000 azerbajdzsáni harcolt a fronton a náci Németország ellen. Az Edelweiss hadműveletben Adolf Hitler megpróbálta elfoglalni a kaukázusi olajmezőket és Bakut, de minden támadását visszaverték. A németek komoly és nagyrészt eredménytelen erőfeszítéseket tettek emigráns azeri politikusokkal való együttműködés kialakítására. Körülbelül 50, de lehetséges, hogy 70 ezer azeri a németek oldalára állva a szovjetek ellen harcolt, főleg az ún. Azeri Légió soraiban. Ez az egység súlyos háborús bűncselekményeket követett el Lengyelországban, ahol több tízezer civilt mészárolt le.

## Az új független Azerbajdzsán

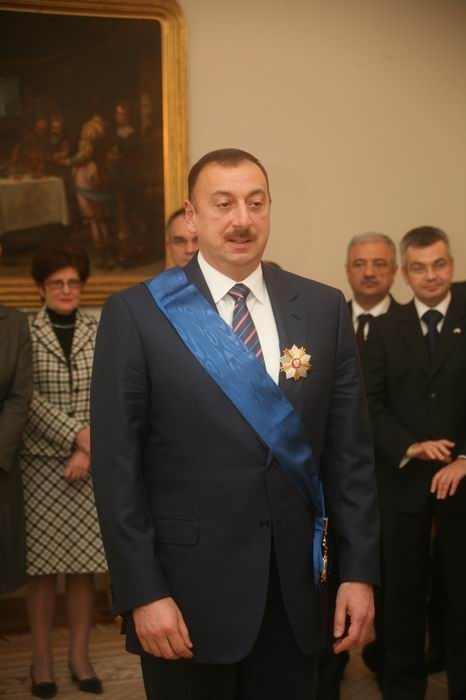
İlham Heydər oğlu Əliyev

Amikor az Szovjetunió Kommunista Pártjának főtitkára, Mihail Gorbacsov kezdeményezte a glasznoszty politikáját, megnövekedett a nyugtalanság és etnikai feszültség a Szovjetunió különböző régióiban, legelőször Azerbajdzsán egyik régiójában, Hegyi-Karabahban. Zavargások törtek ki Azerbajdzsánban. Moszkva képtelensége arra, hogy megoldást találjon a felforrósodott konfliktusra, a Szovjetuniótól való elszakadási törekvéseket erősítette. Ezek a folyamatok közvetlenül vezettek a bakui „fekete január”-hoz. Abban az időben nevezték ki Ayaz Mütəllibovot az Azerbajdzsáni Kommunista Párt első titkárává.
1990 végén az Azerbajdzsáni Szovjet Szocialista Köztársaság Legfelsőbb Tanácsa kivette a Szovjet Szocialista szavakat az állam megnevezéséből, kikiáltotta a független Azerbajdzsáni Köztársaságot a Szovjetunión belül, és visszaállította az Azerbajdzsáni Demokratikus Köztársaság kissé módosított zászlaját állami jelképnek. 1991 elején Azerbajdzsán Legfelsőbb Tanácsa létrehozta az elnök intézményét, és Ayaz Mütəllibovot választotta meg köztársasági elnöknek. 1991. szeptember 8-án Ayaz Mütəllibovot országos választásokon választották elnökké. Ezen a választáson ő volt az egyetlen jelölt. 1991. október 18-án Azerbajdzsán Legfelsőbb Tanácsa kikiáltotta Azerbajdzsán függetlenségét, amit népszavazás hagyott jóvá 1991 decemberében, amikor a Szovjetunió hivatalosan feloszlott.
A függetlenség első éveit beárnyékolta a szomszédos Örményországgal Hegyi-Karabahért vívott háború. 1994 végi állapot szerint Azerbajdzsán elvesztette nemzetközileg elismert területének 16%-át, beleértve Hegyi-Karabahot. 1993-ban a demokratikusan megválasztott Əbülfəz Elçibəy elnököt Surət Hüseynov ezredes vezette katonai puccs távolította el a hatalomból. Az új elnök Szovjet-Azerbajdzsán korábbi vezetője, Heydər Əliyev lett. 1994-ben Surət Hüseynov, aki akkoriban miniszterelnök volt, újabb katonai puccsot kísérelt meg, ezúttal Heydər Əliyev ellen, de sikertelenül. Elfogták és árulásért elítélték. 1995-ben egy másik puccskísérlet volt, a katonai rendőrség parancsnoka, Rövşən Cavadov vezette, de az eredménye az lett, hogy megölték Cavadovot és feloszlatták Azerbajdzsán katonai rendőri erőit.
Əliyevnek elnöksége alatt sikerült lecsökkentenie a munkanélküliséget, megfékezte a bűnöző csoportokat, létrehozta a független államiság alapvető intézményeit, stabilitást, békét hozott, megnőttek a külföldi beruházások, de az ország a kormányzati bürokrácia nagymértékű korrupciójától szenvedett. 1998-ban Əliyevet újraválasztották. A gazdaság fejlődött, különösen az Azəri-Çıraq-Günəşli olajmező és a Şah Deniz-gázmező kiaknázása révén. Közben Əliyev elnöksége egyre népszerűtlenebb lett a szavazók előtt, a széles körű korrupció és az autokratikus rezsim miatt. Ugyanezek a súlyos kritikák érik elnökké választása óta İlham Əliyev korábbi miniszterelnököt, Heydər Əliyev fiát.
Azerbajdzsán 2016-ban majd 2020-ban is határháborút kezdett az örmények ellen Hegyi-Karabahért. Ez utóbbi konfliktus még most is zajlik, a végeredménye pedig bizonytalan. Többen nyílt örmény-azeri háború kirobbanásától tartanak.

## Külső hivatkozások
- Azerbajdzsán.lap.hu – Azerbajdzsán történelme (magyarul) (linkgyűjtemény)
- Azerbajdzsán történelme (angolul)